# گورستان دمبی هدار ۲
قبرستان دمبی هدار ۲ مربوط به دوره اشکانیان است و در شهرستان سرباز، بخش پیشین، دهستان جکیگور، روستای هدار واقع شده و این اثر در تاریخ ۲۷ اسفند ۱۳۸۷ با شمارهٔ ثبت ۲۶۳۴۳ به‌عنوان یکی از آثار ملی ایران به ثبت رسیده است.